# Raymond Luedeke

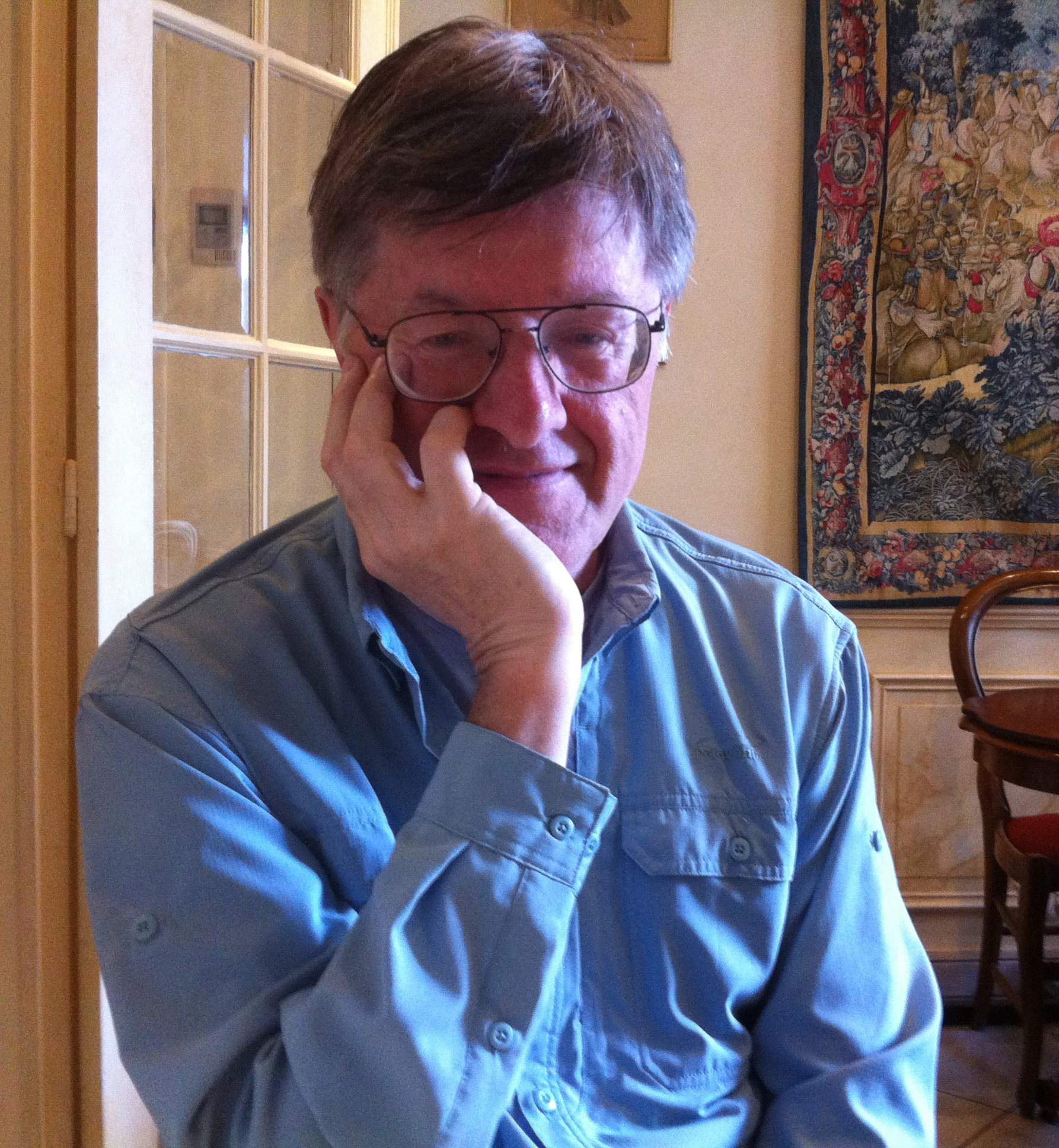
Raymond Luedeke

Raymond Luedeke (New York, 11 november 1944) is een Amerikaans-Canadees componist, muziekpedagoog, musicoloog en klarinettist.

## Levensloop
Luedeke studeerde aan de bekende Eastman School of Music in Rochester en behaalde aldaar zijn Bachelor of Music in musicologie in 1966. Vervolgens was hij korte tijd als klarinettist verbonden aan het Colorado Philharmonic Orchestra. Met een studiebeurs uit het Fulbright-programma kon hij in 1966 en 1967 aan de Weense muziekacademie studeren. Van 1967 tot 1971 was hij als klarinettist verbonden aan de United States Air Force Band in Washington. Tegelijkertijd studeerde hij bij George T. Jones compositie aan de Catholic University of America en behaalde zijn Master of Music in 1971. Van 1971 tot 1974 was hij docent voor klarinet en compositie aan de Universiteit van Wisconsin in Stevens Point in Stevens Point. In 1973 studeerde hij compositie bij George Crumb in Philadelphia. Hij voltooide zijn studies in compositie van 1974 tot 1976 bij Alan Stout aan de Northwestern-universiteit in Evanston en promoveerde in 1976 tot Ph.D. (Philosophiæ Doctor). 
Van 1976 tot 1981 was hij docent voor klarinet en compositie aan de Universiteit van Missouri-Kansas City (UMKC) in Kansas City. In 1981 werd hij klarinettist bij het Toronto Symphony Orchestra en in 1988 werd hij genaturaliseerd. 
Als componist schreef hij werken voor orkest, harmonieorkest, vocale muziek en kamermuziek. In verschillende van zijn werken is de invloed van Charles Ives, Benjamin Britten, Witold Lutosławski en George Crumb te herkennen. Conservatieve en avant-garde stijlen staan in interactie en hij betekent het als contrapunt van tegenstellingen. Voor zijn werken kreeg hij verschillende prijzen en onderscheidingen. Hij is lid van de Canadian League of Composers en de American Composers Alliance. 

## Composities

### Werken voor orkest
- 1971 Chamber Symphony nr. 1 (Kamersymfonie)
- 1974 4 Cantos
- 1976 Concert, voor saxofoonkwartet en orkest
- 1982 Fanfare, voor 12 trompetten, orgel en orkest
- 1983 Shadow Music
- 1984 Continuo Music
- 1985 Clockworks
  1. Playful
  2. Very fast and lively
  3. With tenderness
  4. Relaxed and rhythmic
  5. Fast and energetic, restless
- 1986 The Transparency of Time, voor piano en orkest
- 1988 Tales of the Netsilik - contes et légendes Netsilik, voor spreker en orkest - tekst: Knud Rasmussen
- 1989 Tales of the Netsilik, voor spreker en orkest
- 1990 The North Wind's Gift
- 1992 Concert, voor viool en orkest 
  1. Resolutely singing with a constant flow
  2. With unrelenting ferocity
  3. Slow, dark and sensual
  4. Rhythmic and joyous
- 1992 Little rose, voor kamerorkest
- 1997 Concert, voor contrabas en orkest 
  1. The king
  2. The lover/ The trickster
  3. the warrior
- 2001 In this World (on Japanese motives), voor strijkorkest met dwarsfluit en marimba
- 2003 Margarita's wild ride, voor strijkorkest (of strijkkwartet)
- 2012 Hard right (a satyrical suite), voor kamerorkest

### Werken voor harmonieorkest en koperensemble
- 1972 Soundscapes, voor harmonieorkest
- 1984 Cathedrals, voor koperensemble (4 trompetten, 4 hoorns, 4 trombones, 2 eufonia en 2 tuba's)
- 1990 Circus music, voor groot koperensemble (9 kornetten, 4 hoorns, 3 trombones, 4 bariton/eufonium, 4 tuba's) en 2 slagwerkers 
  1. Fanfare prelude
  2. Acrobats and dancing bears
  3. Clowns
  4. The aerial ballet
  5. Move clown (and elephants)
  6. The flying trapeze
  7. Lions and tigers
  8. Grand finale and parade
- 2005 The Winds of Her Misfortune, voor harmonieorkest - gebaseerd op een verhaal van de Colombiaanse schrijver Gabriel García Márquez
- Rondo, voor trompet en harmonieorkest

### Muziektheater

#### Opera's
| Voltooid in | titel                                     | aktes       | première | libretto                                                  |
| ----------- | ----------------------------------------- | ----------- | -------- | --------------------------------------------------------- |
| 1996        | Oscar excerpts The picture of Dorian Gray |             |          | Oscar Wilde                                               |
| 2008        | Iron John, kameropera                     | 2 bedrijven |          | naar Gebroeders Grimm, IJzeren Hans                       |
| 2008        | I confess I have lived                    | 4 bedrijven |          | Pablo Neruda, vertaling en verdere tekst van de componist |

#### Toneelwerken
- 1998 The mysterious singing drum, toneelmuziek gebaseerd op een Bantoe legende - samen met Joseph Ashong
- 2005 The art of love / Into the labyrinth, voor spreker/acteur en 2 piano's

### Vocale muziek

#### Werken voor koor
- 1975 Of him I love day and night, voor gemengd koor, saxofoonkwartet, 2 slagwerkers en contrabas - tekst: Walt Whitman
- 1975 A noiseless, patient spider, voor gemengd koor, saxofoonkwartet, 2 slagwerkers en contrabas - tekst: Walt Whitman
- 1986 Four Songs: The Dream and Old Song, voor gemengd koor - tekst: D. Livesay
- 1995 A Prayer for the Earth, voor gemengd koor en orkest (of piano)
- 2000 Disasters of the sun, voor 2 gemengde koren (SSATB en SSATTBB) en gamelan (of piano)
  1. O you old gold
  2. The world is round
  3. Though I was certain
  4. My hands
  5. During the last heat wave
  6. Keep out
  7. When the black sun
- 2001 Prayers, poems and incantations for the Earth, voor kamerkoren (SATB en SSATTBB) en kinderkoor - teksten: E.E. Cummings, Gerard Manley Hopkins, Dylan Thomas, Dan George
- 2005 In just spring, voor kinderkoor en piano - tekst: E.E. Cummings

#### Liederen
- 1968 New Hampshire His majesty the tuba, voor tenor, kamerensemble, koperblazers en piano - tekst: T.S. Eliot en van de componist
- 1973 Pictures from Brueghel, voor mezzosopraan, bariton en blaaskwintet
  1. Self-portrait
  2. Landscape with the fall of Icarus
  3. The hunters in the snow
  4. The adoration of the kings (Aanbidding door de koningen)
  5. Peasant wedding
  6. Haymaking
  7. The corn harvest
  8. The wedding dance in the open air
  9. The parable of
- 1974 Whispers of heavenly death, voor 2 sopranen en piano
- 1974 Chanting the square deific, voor 2 sopranen en piano

### Kamermuziek
- 1969 15 Inventions, voor 2 klarinetten
- 1972 Krishna, voor tuba en slagwerkensemble
- 1972 Suite, voor hoorn, trompet en trombone
- 1975 Sonate, voor altviool en piano - won de Northwestern University's Fericy Award
- 1976 Acrostic, voor saxofoonkwartet en piano
- 1976 rev.1979 Mystery Madrigals, voor dwarsfluit, klarinet, viool, cello en slagwerk
- 1977 Fancies and Interludes I, voor tuba en piano
- 1978 Macchu Picchu, voor dwarsfluit, klarinet, viool en piano
- 1979 Complexity and Contradiction, voor koperkwintet
- 1979 Fancies and Interludes II, voor saxofoon en piano
- 1980 Aurora, voor dwarsfluit en harp
- 1980 Fancies and Interludes III, voor hoorn en slagwerk
- 1981 Horn Calls, voor 2 hoorns
- 1982 Fancies and Interludes IV, voor basklarinet en slagwerk
- 1982 Little suite, voor 3 hoorns
- 1982 Serenade, voor hobo, cello en piano
- 1983 My Secret Life, voor altviool
- 1983 Three Lyrical Studies, voor trompet en piano
- 1984 Fancies and Interludes V, voor cello en orgel
- 1985 The Moon in the Labyrinth, voor harp en strijkkwartet (of strijkorkest)
- 1986 Silence!, voor zangstem (of hobo, of dwarsfluit, of klarinet, of altviool, of cello), slagwerk en marimba
- 1987 Nocturnal Variations on a prelude by Chopin, voor blaaskwintet
- 1987 Paprika, voor fagot en cello
- 1988 Garbage Delight (Dennis Lee), voor spreker en saxofoonkwintet
- 1989 Fancies and Interludes VI, voor viool en piano
- 1989 Fancies and Interludes VII, voor fagot en piano
- 1990 Strijkkwartet
- 1993 Fairy tales, voor dwarsfluit en harp
- 1995 Serenity, voor klarinet en accordeon
- 1996 Brief encounters, voor altviool en piano
- 1996 Elemental dances, voor gitaar en strijkkwartet
- 1998 Brother Jack, voor viool, althobo en klavecimbel
- 1998 The lyre of Orpheus, voor strijkkwartet en harp (of 2 harpen)
- 1999 Ceremonial dances, voor strijkkwartet en piano
- 1999 In the eye of the cat glosses on a Japanese theme, voor dwarsfluit (of viool) en gitaar
- 2001 Ah, Matsushima!, voor viool en marimba
- 2002 Tango dreams, voor accordeon en strijktrio
- 2006 If you forget me..., voor cello en piano
- 2006 Joy fanfare, voor koperkwintet
- 2006 Questions (Las preguntas), voor spreker, dwarsfluit, altviool en contrabas
- Eight Bagatelles, voor 2 tuba's

### Werken voor piano
- 1974 Joy in bread and stone, in fire and in rain, fantasie
- 1981 12 Preludes

### Werken voor gitaar
- 1980 Five Preludes

### Werken voor slagwerk
- 1990 Body language, voor 2 slagwerkers